# 馬斯作
馬斯作，字乘龍，山西汾州府孝義縣軍籍五樓里人。

## 生平
萬曆二十八年（1600年）庚子科山西鄉試舉人，四十四年（1616年）丙辰科進士，兵部觀政，初授山東諸城縣知縣，四十六年本省同考，天啓二年拾遺考察，六年補順天府知事，本年升本府通判，擢户部福建司主事。天启七年，選進士出身出任諸王府長史，馬斯作被選為瑞王府右長史。

## 家族
曾祖馬孝。祖父馬廷讓。父馬朝圖，生员。

## 引用
1. ↑  《马家史料》：十二世祖斯作公，字乘龙，明万历进士，山东省青州府诸城县知县。
2. ↑  《萬曆四十四年丙辰科進士序齒録》：馬斯作，囗龍，诗一房，戊子十二月二十日生。孝义县人，庚子四十一，会一百八十三，三甲一百十七名。兵部政，授蒲城知县，戊午本省同考，壬戌拾遺考察，丙寅補順天府知事，本年升本府通判，本年升户部付建司主事，丁卯升右長史。
3. ↑  天启七年二月，先是礼部请亲王就国，辅导各官，奉旨：长史于进士出身，审理、纪善于举监出身，选择上请。吏部拟  瑞王府：户部郎中朱明时、主事马斯作为长史；国子监监丞孔元德、学录韩世恩为审理；中书舍人王胤永、陈可信为纪善。  惠王府：刑部郎中陈沃心、主事李建和为长史；国子监学正徐鸿起、学录王瑞临为审理；中书舍人吴士俊、朱日临为纪善。  桂王府：工部郎中蒋友筠、主事沈立义为长史；国子监学录沈德先、母忠为审理；中书舍人何廷玉、王昌胤为纪善。报可。